# Hāfu

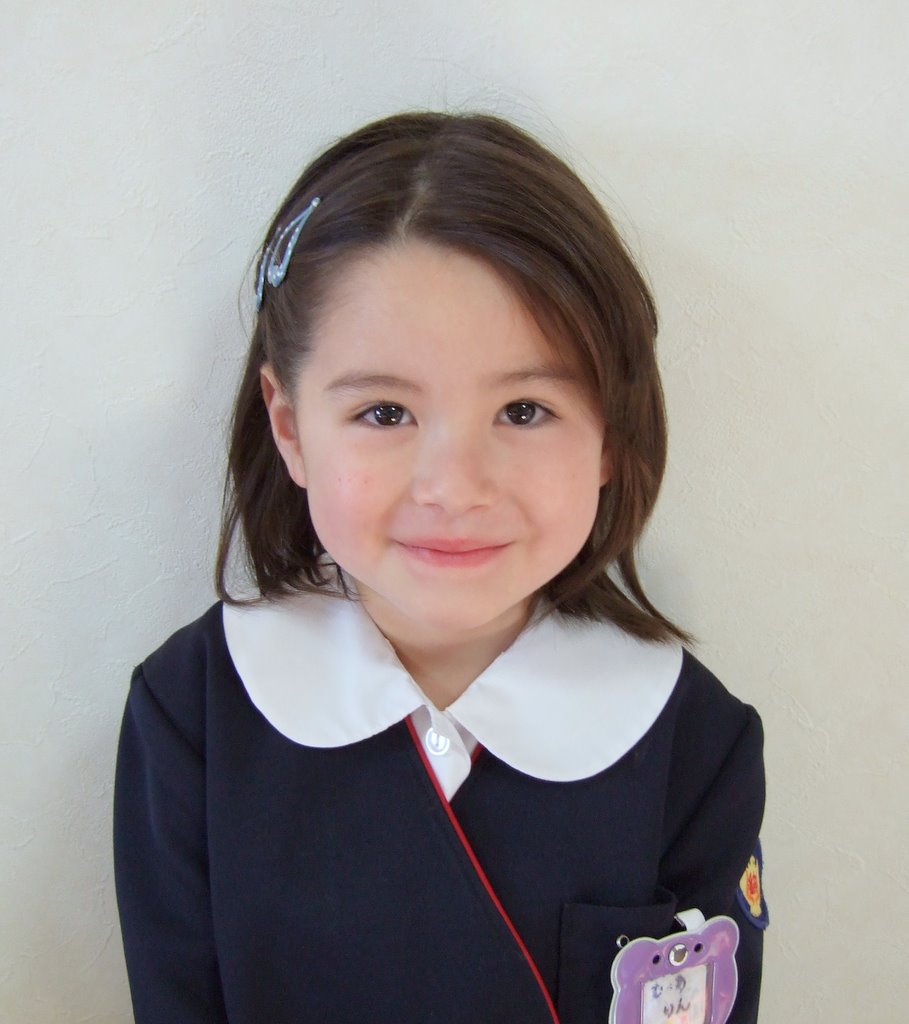
Fillette à moitié japonaise en uniforme de l'école maternelle.

Le mot hāfu (ハーフ) est utilisé en japonais pour désigner quelqu'un qui est métis, au sens qu'il a une moitié d'ancêtres japonais et une seconde moitié étrangère.

## Origine du terme
Cette désignation est apparue dans les années 1970 au Japon et est maintenant le terme le plus couramment utilisé et privilégié pour s'auto-désigner. Le mot hāfu vient du mot anglais half signifiant « moitié », indiquant que la personne est pour moitié d'origine étrangère,,,,.

## Hāfucélèbres
Bien que les hāfu soient souvent victimes de discrimination au Japon, le pays compte de nombreux métis qui ont fait une carrière médiatique.
- Angela Aki, chanteuse-compositrice-interprète et pianiste, mère italo-américaine.
- Sayaka Akimoto, chanteuse idole, danseuse, actrice, animatrice de télévision et mannequin, mère philippine.
- Becky, actrice, animatrice de télé et chanteuse, père anglais.
- Taro Daniel, joueur de tennis, père américain.
- Rémi Feutrier, joueur de handball (Chambéry HB), père français.
- Cary Joji Fukunaga, réalisateur, scénariste, producteur, directeur de la photographie et acteur, mère américaine d'origine suédoise.
- Giulia, catcheuse, père italien.
- Rui Hachimura, basketteur (Wizards de Washington), père béninois.
- Harry B. Harris Jr, amiral quatre étoiles dans la Marine des États-Unis, père américain.
- Jun Hasegawa, mannequin et actrice, père américain d'origine irlandaise et française.
- Shiori Itō, journaliste, réalisatrice et militante de la lutte contre les violences sexuelles, père européen.
- Yo Hitoto, chanteuse de J-pop, père taïwanais.
- Kanata Irei, mannequin, acteur et chanteur, mère chilienne.
- Arata Izumi, footballeur, père gujarati.
- Takeshi Kaneshiro, acteur, mère taïwanaise.
- Rosa Kato, mannequin, actrice, seiyū, père italien.
- Crystal Kay, chanteuse, père afro-américain et mère Zainichi.
- María Kodama, femme de lettres, mère argentine.
- Kaela Kimura, chanteuse, mannequin et actrice, père anglais.
- Sean Lennon, musicien et compositeur, père anglais.
- Olivia Lufkin, chanteuse américano-japonaise, père américain.
- Kotaro Matsushima, joueur de rugby à XV international japonais, père zimbabwéen.
- Ryōsuke Miura, acteur et chanteur, grand-père néo-zélandais.
- Ariana Miyamoto, Miss Japon 2015, père afro-américain.
- Brandon Nakashima, joueur de tennis, mère vietnamienne.
- Yasuo Namekawa, chanteur, mère sud-coréenne.
- Anna Ogino, écrivaine et professeur émérite de littérature à l'université Keiō, père franco-américain.
- Masumi Okada, acteur, chanteur et producteur, mère danoise.
- Naomi Osaka, joueuse de tennis, père américain d'origine haïtienne.
- Maria Ozawa, modèle de charme, père québécois.
- Zheng Pingru, mondaine et espionne, père chinois.
- Renhō, journaliste et femme politique, père taïwanais.
- Rola, mannequin et personnalité de télé, père bangladais.
- Gōtoku Sakai, footballeur, mère allemande.
- Erika Sawajiri, actrice et chanteuse, mère française d'origine algérienne.
- Yū Shirota, acteur et chanteur, mère espagnole.
- Eliana Silva, chanteuse, père brésilien.
- Miki Sudo, compétitrice américaine en alimentation sportive, mère américaine d'origine européenne.
- Louis Szajner dit Louis-San, youtubeur, père français.
- Christel Takigawa, présentatrice de télévision, père français.
- Anna Tsuchiya, chanteuse de J-rock, actrice, réalisatrice et mannequin, père américano-russe.
- Uffie, chanteuse de musique électronique, père britannique.
- Naomi Watanabe, comédienne, actrice et créatrice de mode, mère taïwanaise.
- Eiji Wentz, chanteur, animateur, acteur et mannequin, père germano-américain.
- Wise, musicien, mère américaine.
- Priyanka Yoshikawa, Miss Japon 2016, père bangladais.

## Galerie

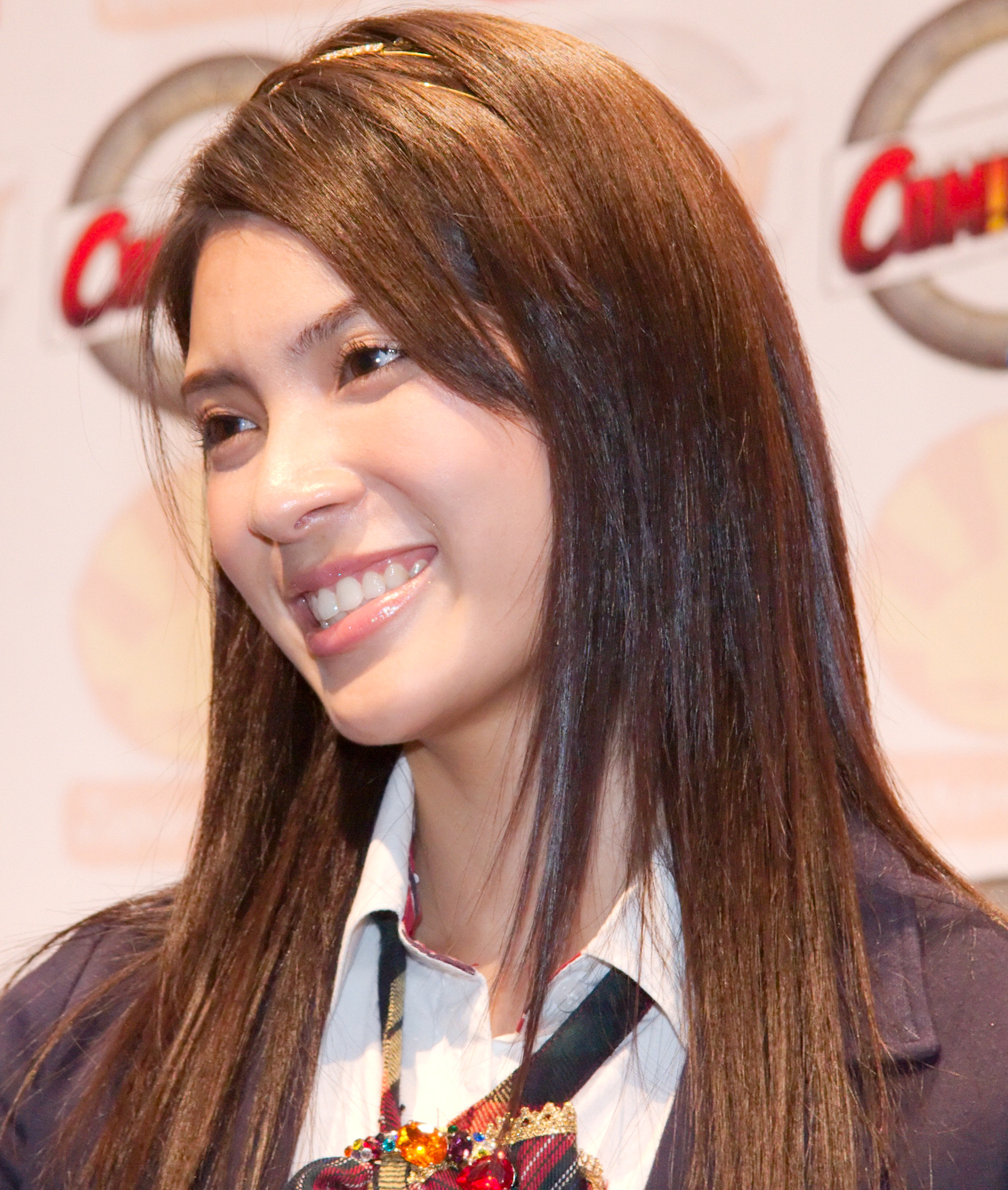
Sayaka Akimoto, chanteuse idole, danseuse, actrice, animatrice et mannequin, mère philippine.
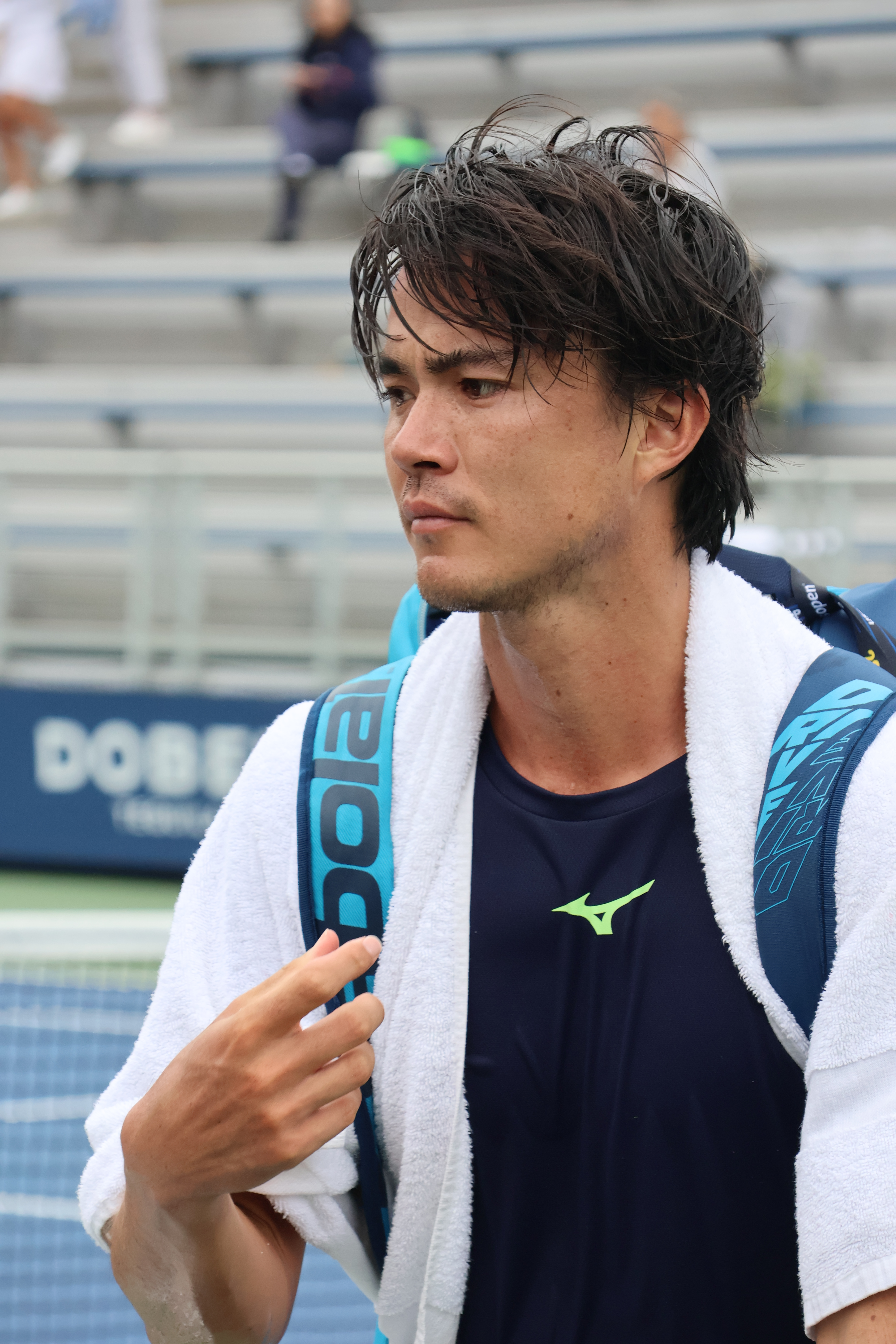
Taro Daniel, champion de tennis, père américain.
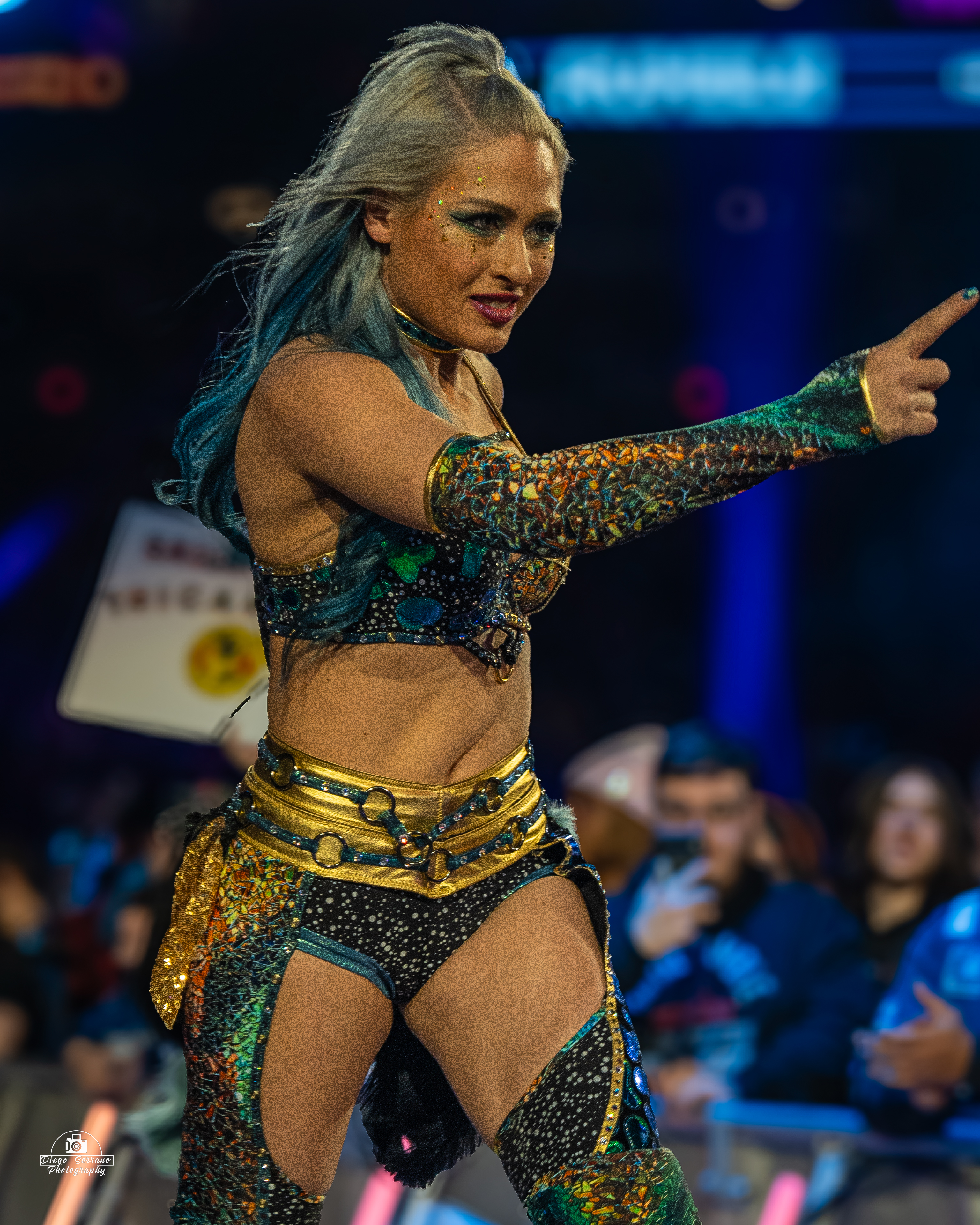
Giulia, catcheuse, père italien.
Takeshi Kaneshiro, acteur et mannequin, mère taïwanaise.
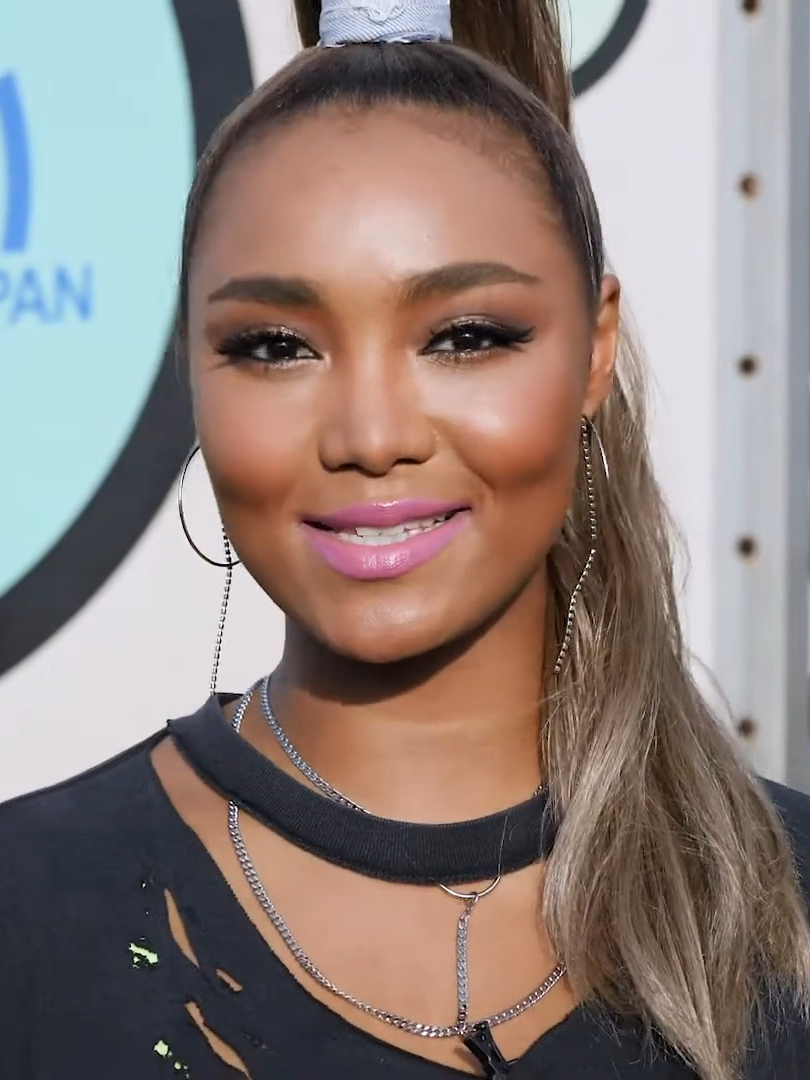
Crystal Kay, chanteuse, père afro-américain et mère Zainichi.
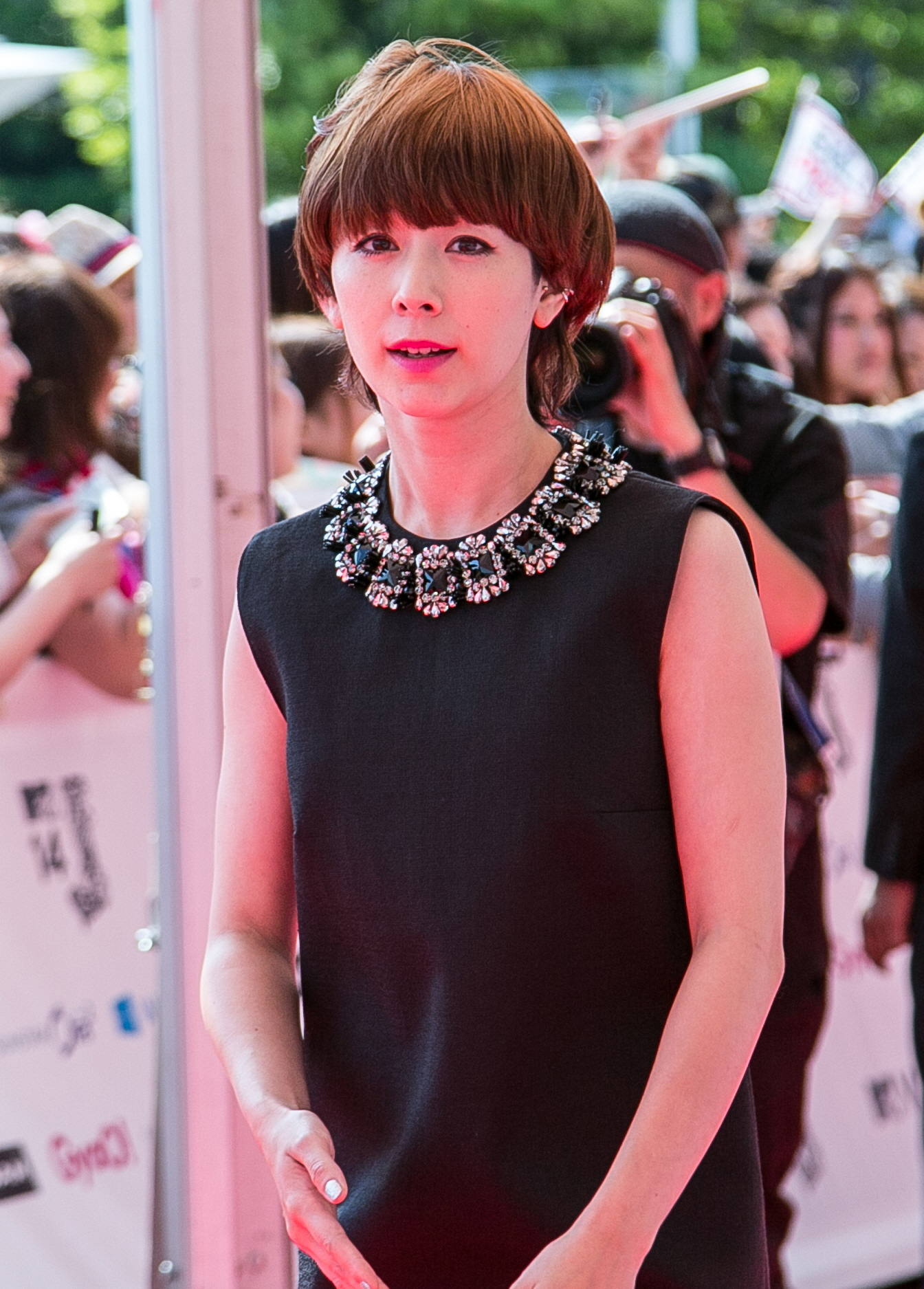
Kaela Kimura, chanteuse, mannequin et actrice, père anglais.
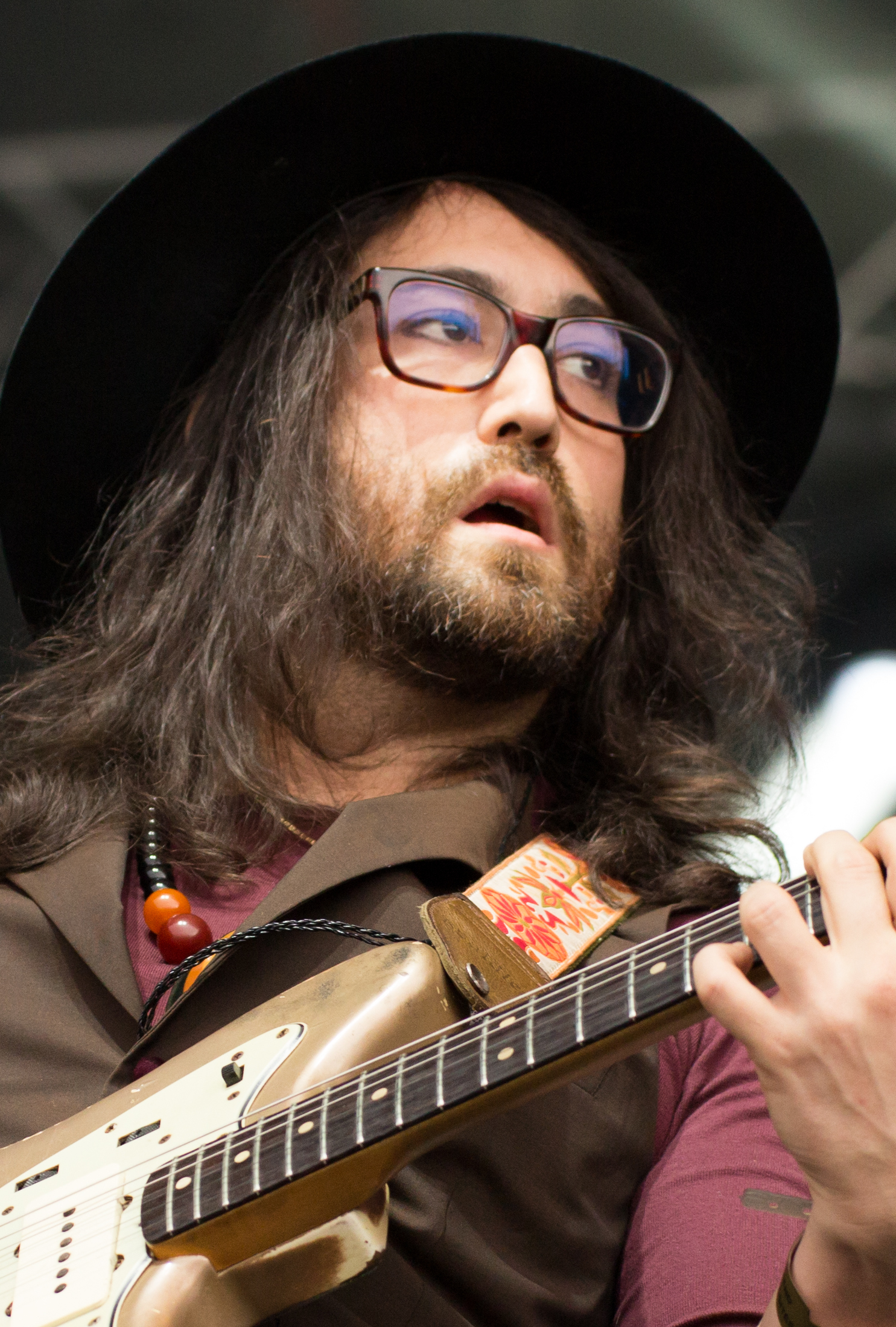
Sean Lennon, musicien et compositeur, père anglais.
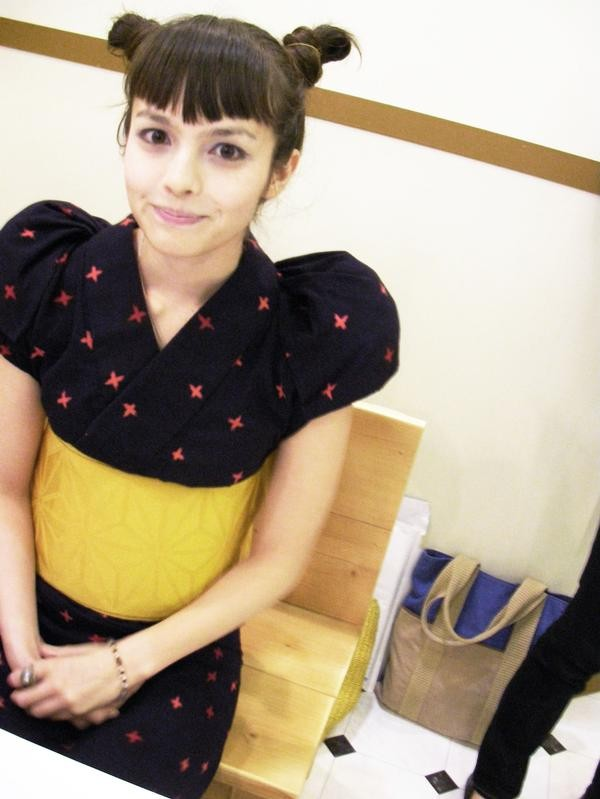
Olivia Lufkin, chanteuse et compositrice, père américain.
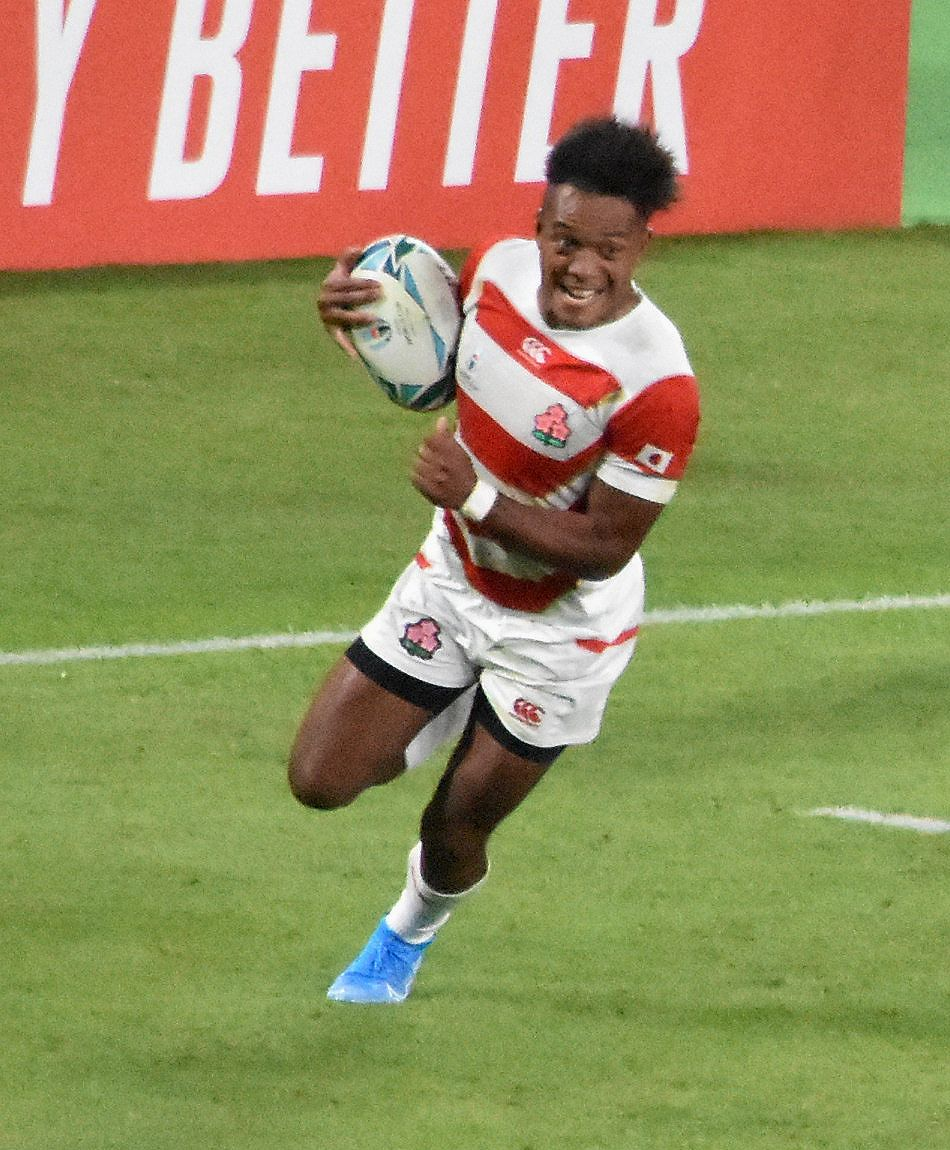
Kotaro Matsushima, joueur de rugby à XV international japonais, père zimbabwéen.
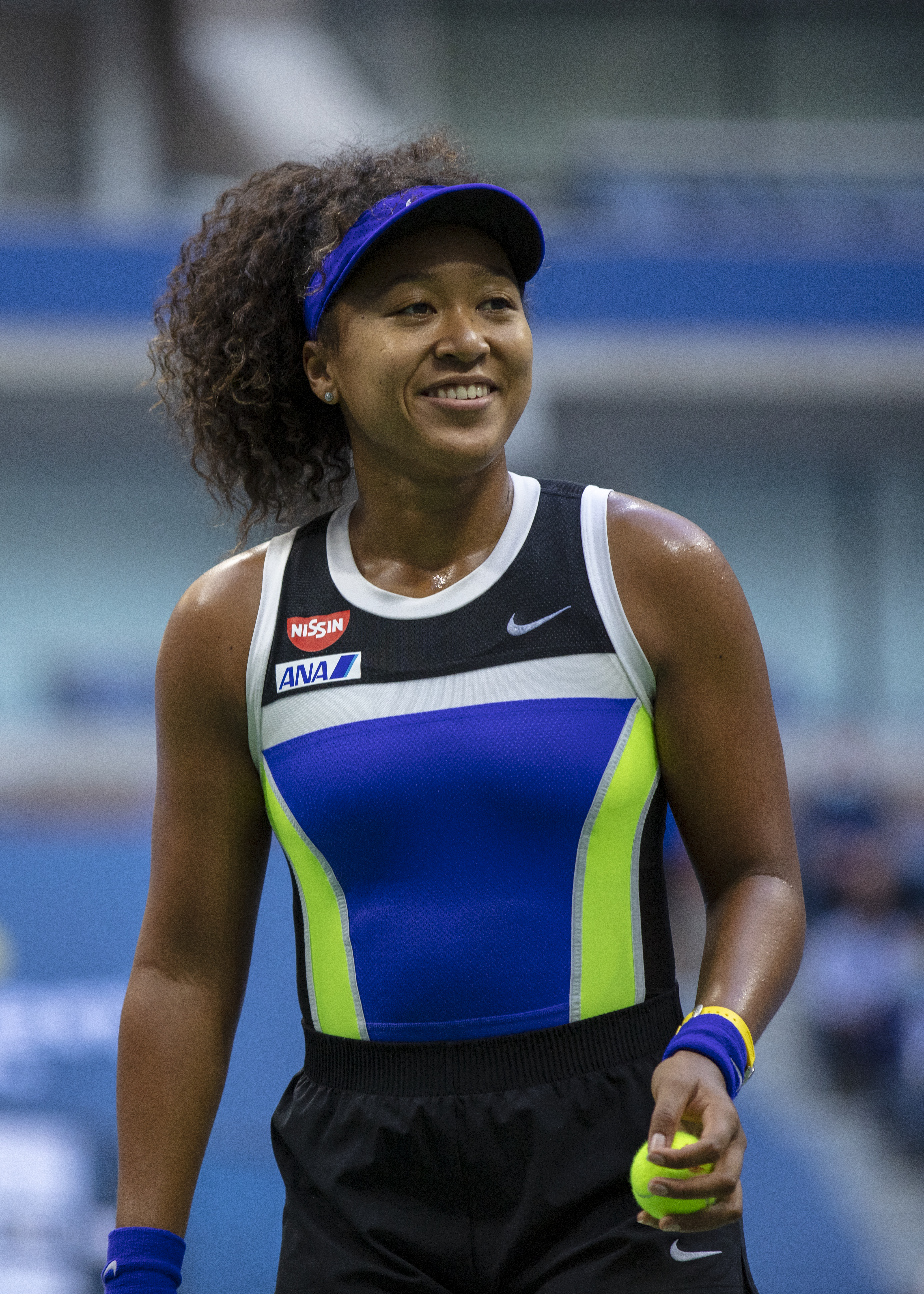
Naomi Osaka, championne de tennis, père d'origine haïtienne.
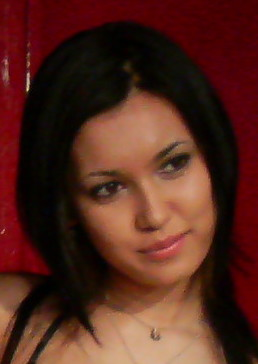
Maria Ozawa, actrice, modèle, et ancienne AV idol, père québécois.
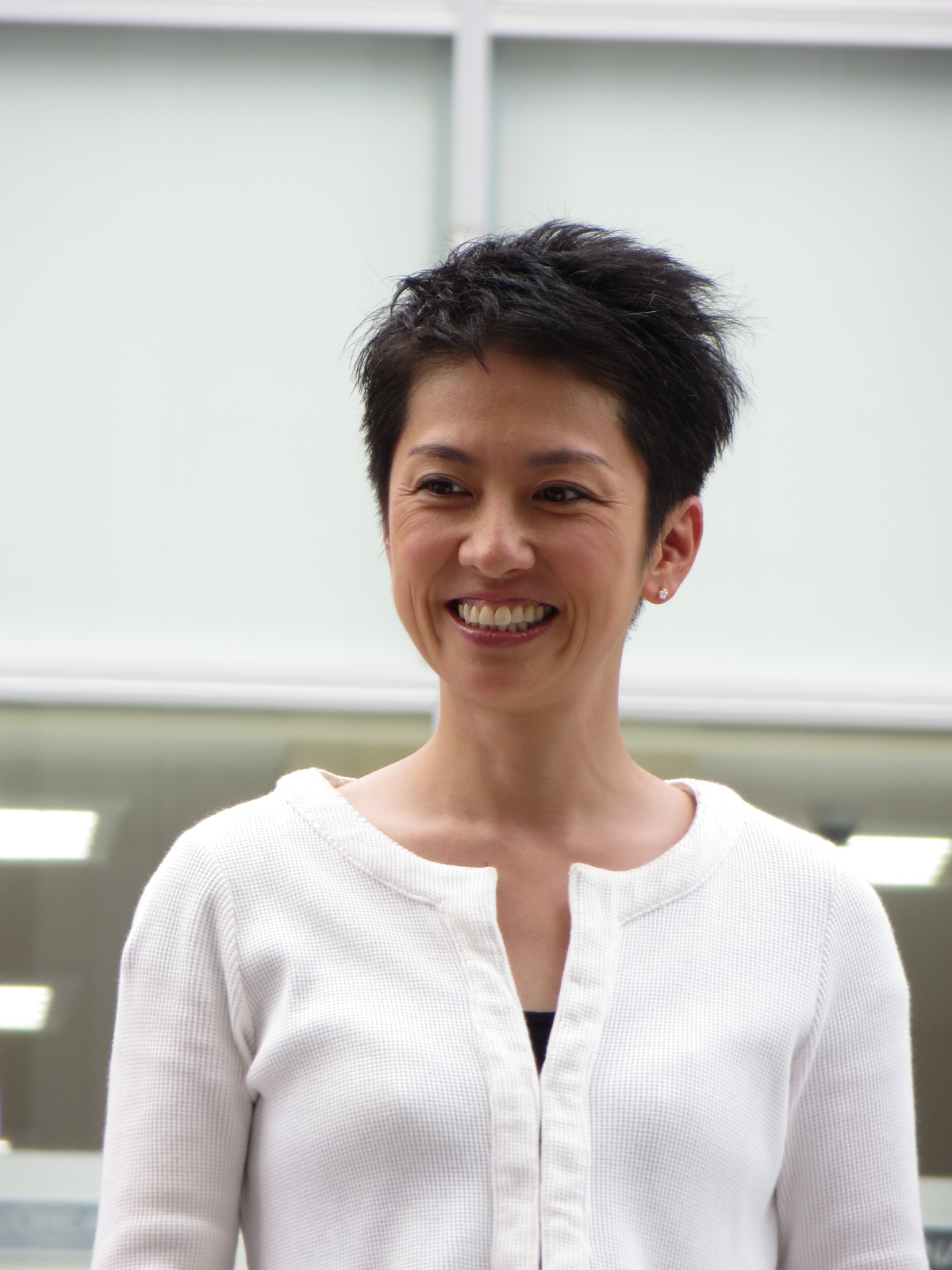
Renhō, journaliste et femme politique, père taïwanais.
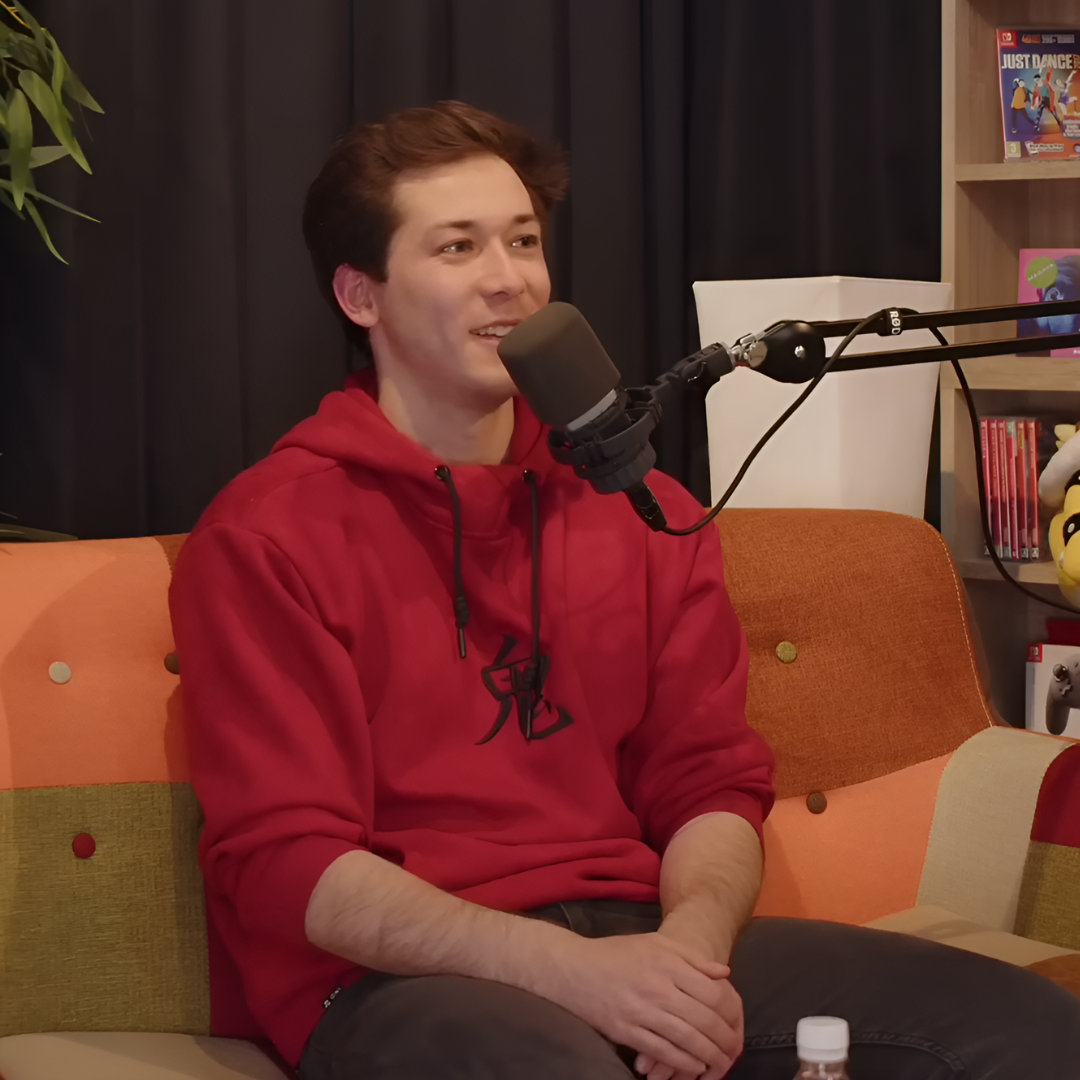
Louis Szajner dit Louis-San, vidéaste web, père français.
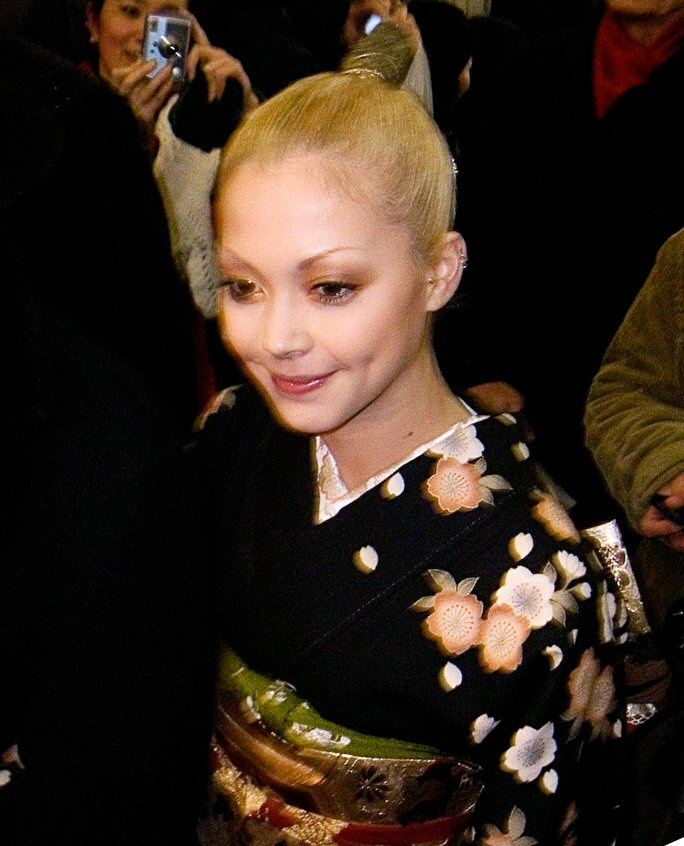
Anna Tsuchiya, chanteuse de J-rock, actrice, réalisatrice et mannequin, père américano-russe.
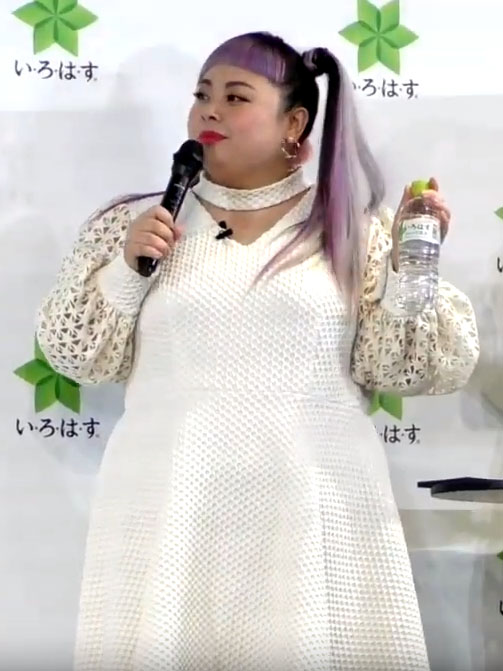
Naomi Watanabe, comédienne, actrice et créatrice de mode, mère taïwanaise.